# Reine Tournai
Pour les articles homonymes, voir Tournay (homonymie).
Reine Tournai ou Reine Tournay est une géante folklorique personnifiant la ville de Tournai en Belgique. Elle est aux couleurs du blason de celle-ci : rouge avec une tour blanche, on retrouve les fleurs de lys sur fond bleu sur la cape.

## Histoire

Blason de Tournai

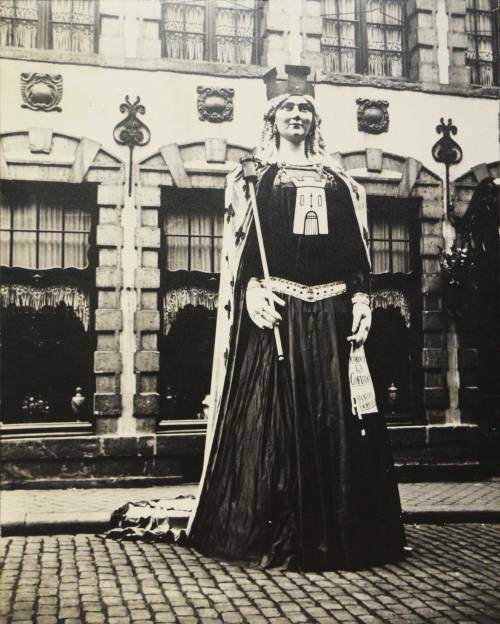
Reine Tournai lors de sa première sortie le 19 septembre 1932

Édouard Thréhoux est le concepteur de nombreux géants tournaisiens ; il se rendait régulièrement en visite chez sa sœur qui logeait à Ath, et découvrit lors d'une de ses visites la ducasse d'Ath, fête très populaire qui comprend un défilé de géants traditionnels. En voyant l'ampleur de la fête, Tréhoux tomba sous le charme et décida d'importer l'idée à Tournai, sa ville, il pensait qu'avec le riche passé historique qu'elle possède il y aurait de quoi faire plusieurs géants. Sans doute marqué par le géant Mademoiselle Victoire représentant la ville d'Ath, il commença par la fabrication de Reine Tournai, cette dernière à l'instar de l'athoise sera une allégorie de sa ville. Edouard Tréhoux était ébéniste, il avait donc ses artisans et son atelier à disposition pour son projet de taille.
C'est ainsi que le 19 septembre 1932 Reine Tournai fait sa première sortie à l'occasion de la braderie de la rue des Puits d'Eau où se situait l'atelier de son créateur.
En 1933, le premier cortège de géants de la ville fut organisé. Pour l'occasion, Reine Tournai est accompagnée de nouvelles créations de l'ébéniste : les géants Childéric, Louis XIV, Christine de Lalaing, Sarragos et Louis XVIII. En 1934, pour la 2e édition, elle est rejointe par d'autres encore : les croisés (Lethalde et Engelbert) et Châle vert. 
Reine Tournai aura un vrai rôle d'ambassadrice du folklore tournaisien, elle sera notamment la marraine d'un géant créé à Verviers en 1937. Dans les années 1990, elle est allée à Barcelone. En 2000, elle était à Ath pour l'inauguration de la Maison des Géants. Elle sort encore chaque année pour les cortèges de Tournai (2e week-end de septembre) et lors de rares sorties extérieures.